# Municipio 7 (Arkansas)
El municipio 7 (en inglés: Township 7) es un municipio ubicado en el condado de Benton en el estado estadounidense de Arkansas. En el año 2010 tenía una población de 20317 habitantes y una densidad poblacional de 127,35 personas por km².

## Geografía
El municipio 7 se encuentra ubicado en las coordenadas 36°27′15″N 94°9′13″O / 36.45417, -94.15361. Según la Oficina del Censo de los Estados Unidos, el municipio tiene una superficie total de 159.54 km², de la cual 158.59 km² corresponden a tierra firme y (0.59%) 0.94 km² es agua.

## Demografía
Según el censo de 2010, había 20317 personas residiendo en el municipio 7. La densidad de población era de 127,35 hab./km². De los 20317 habitantes, el municipio 7 estaba compuesto por el 94.64% blancos, el 0.75% eran afroamericanos, el 0.98% eran amerindios, el 0.39% eran asiáticos, el 0.04% eran isleños del Pacífico, el 1.55% eran de otras razas y el 1.64% pertenecían a dos o más razas. Del total de la población el 4.17% eran hispanos o latinos de cualquier raza.